# Nationaal park Nambung
Nationaal park Nambung is een nationaal park in de regio Wheatbelt in West-Australië. Het ligt ongeveer 200 kilometer ten noordwesten van Perth, nabij het plaatsje Cervantes aan de Indische Oceaan. Het park omvat de Pinnacles Desert, duizenden rechtopstaande kalkstenen die buitenaards aandoen, en Lake Thetis, dat thrombolieten bevat.

## Geschiedenis
De Juat Nyungah Aborigines waren de oorspronkelijke bewoners van de streek. De onderaardse spelonken in het park spelen een belangrijke rol in de aboriginesmythologie. De regenboogslang Wagyl wordt geassocieerd met de blaasgaten, bronnen en poelen waarlangs de slang door de ondergrondse spelonken naar de oceaan trekt. In de grotten in de streek zijn ook bewijzen van gebruik door de Aborigines gevonden.
De eerste Europese vermelding van de streek gaat terug tot 1658 toen de noordelijke en zuidelijke Hummocks op Nederlandse landkaarten vermeld werden. Nederlandse zeelui zouden ze voor een "kleine stad op een korte afstand landinwaarts" hebben aanzien maar ze konden het niet verder onderzoeken door de verraderlijke riffen. De bulten werden rond 1820 ook vermeld in het scheepsjournaal van Phillip Parker King. In 1839 trok George Grey door de streek op weg naar Perth nadat zijn schip was vergaan in Gantheaume Bay. Hij ontdekte er een rivier en noemde ze de Smith naar een metgezel die er stierf.
In 1848 trok de ontdekkingsreiziger Augustus Charles Gregory door de streek, gevolgd door landmeter J.S. Brooking in 1874-75. Brooking hernoemde de rivier Smith naar de Nambung. De naam is afgeleid van een aborigineswoord dat vermoedelijk krom of kronkelend betekende. Vanaf 1889 liep er een stockroute van Perth naar Dongara door de streek. De route werd niet lang gebruikt maar pas in 1971 officieel gesloten.
In het begin van de 20e eeuw werd fosfaat gevonden in de grotten in de vallei van de rivier Nambung. Vanaf 1906 dolven de plaatselijke boeren er af en toe fosfaat. De door de overheid gezonden Hongaarse geoloog Goeczel kwam tot het besluit dat de hoeveelheid fosfaat onvoldoende was om commercieel gedolven te worden. Enkele jaren later hielden de boeren op met het delven van fosfaat. Toenmalig minister van landbouw James Mitchell bezocht de grotten na het rapport van Goeczel gelezen te hebben en richtte een tijdelijk reservaat op in de vallei van de Nambung. Dit deed hij om de druipsteen in de grotten te beschermen.
De eerste vermelding van de Pinnacles verscheen pas in een geologische studie uit 1934. In juli 1994 werden drie natuurreservaten samengevoegd tot het nationaal park Nambung.

## Fauna en flora

### Fauna
In de streek leven 8 inheemse zoogdiersoorten, 103 vogelsoorten, 17 reptielensoorten en 3 kikkersoorten. De dunsnavelraafkaketoe, de ruitpython Morelia spilota imbricata en de slechtvalk worden er beschermd. De streek vormt de zuidelijke grens van de habitat van de zwartkeelorgelvogel, het blauwborstelfje en Butlers langsnavelkaketoe. Voor de Australische boomloper en de grote witkeelmonarch is het de noordelijke grens van hun habitat. Er leeft ook een afgescheiden populatie van de grijswitte vliegenvanger. Verder leeft er nog de algemeen voorkomende vogelsoorten zoals de witkopmeeuw, zwartteugelspitsvogel, witrugzwaluw, roodkopplevier en de Australische raaf.
Onder de zoogdiersoorten vindt men er de westelijke grijze reuzenkangoeroe, rode reuzenkangoeroe, dingo en de slurfbuidelmuis. Dwergskinken, de Demansia psammophis, pijnappelskink en Goulds varaan maken er deel uit van de reptielensoorten. De tjilpende kikker en de schijnpad Pseudophryne guentheri werden opgemerkt in de nabijheid van het park.

### Flora
De vegetatie bestaat voornamelijk uit Kwongan-vegetatie, Banksia in bossen met een lage densiteit en tuartbomen in de valleien. De tuart groeit er op zijn meest noordelijke grens. In de duinen langs de kust groeit heide van Acacia en Melaleuca.
Er groeien een 170-tal bedektzadigen waaronder de Acacia cyclops, Amphibolis antarctica, Banksia prionotes, Caladenia flava, Austrodanthonia caespitosa en de Dodonaea aptera.

## Bezienswaardigheden
In het park bevinden zich een aantal bezienswaardigheden:
- Vanop Kangaroo Point kan men de Cervantes-eilanden en Thirsty Point zien. Het strand is geschikt om te zwemmen en te varen.
- Hangover Bay is geschikt om te zwemmen, snorkelen, surfen en windsurfen.
- Het Pinnacles Desert Discovery Centre biedt informatie over de geologie van de Pinnacles. Men vindt er een uitkijkpunt over en een route door de Pinnacles Desert.
- In Lake Thetis kan men thrombolieten waarnemen die tot 3,6 miljard jaar oud zijn.
- Van augustus tot oktober bloeien de wilde bloemen in het park.

## Klimaat
Het park kent een mediterraan klimaat met hete droge zomers en koele natte winters. De jaarlijkse gemiddelde neerslag bedraagt 600 mm en valt meestal tussen mei en september. De gemiddelde maximumtemperatuur varieert van 30,5 C° aan de kust tot 32,5 C° landinwaarts. De gemiddelde minimumtemperatuur ligt tussen 9 en 10C°.

## Galerij

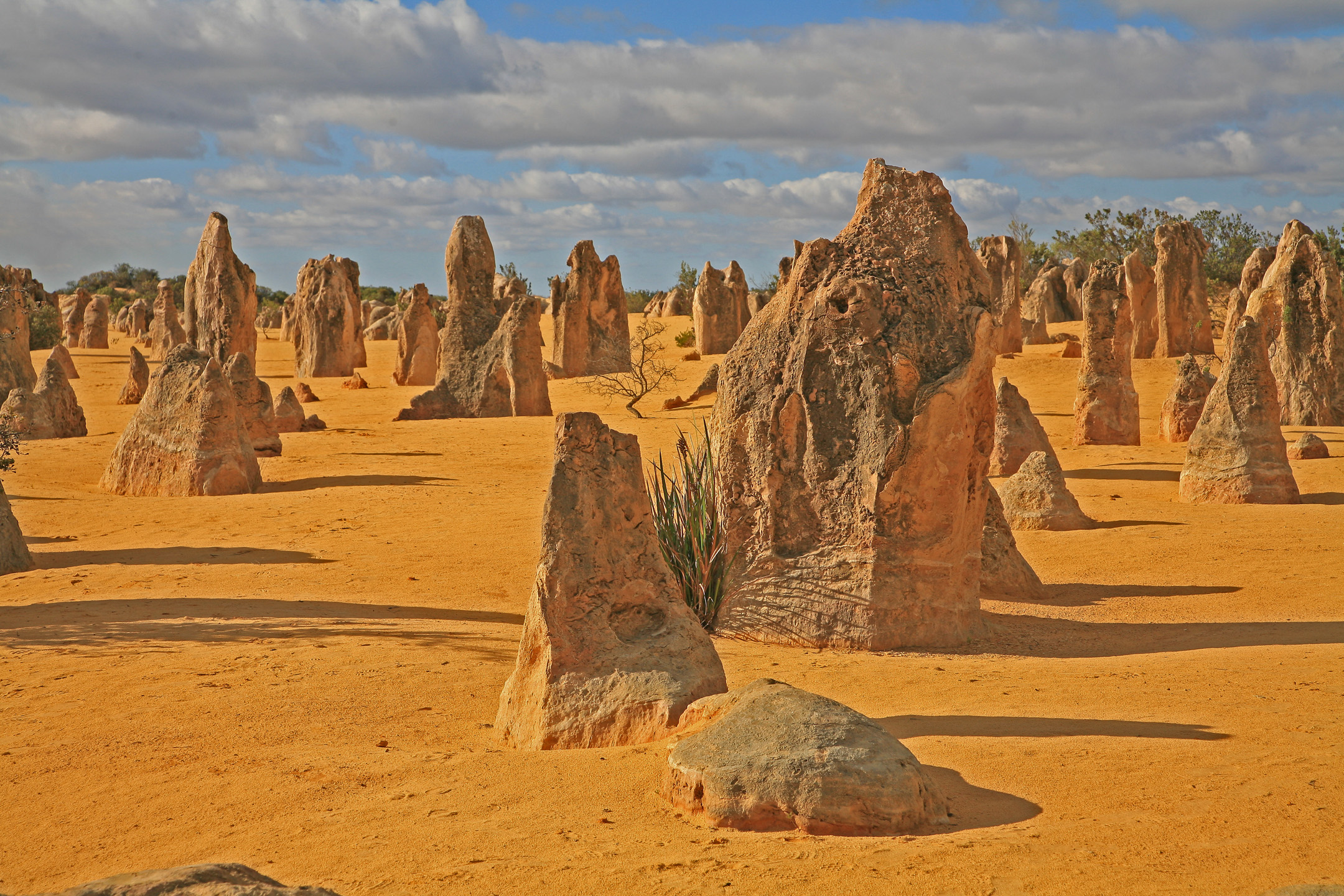
Pinnacles Desert
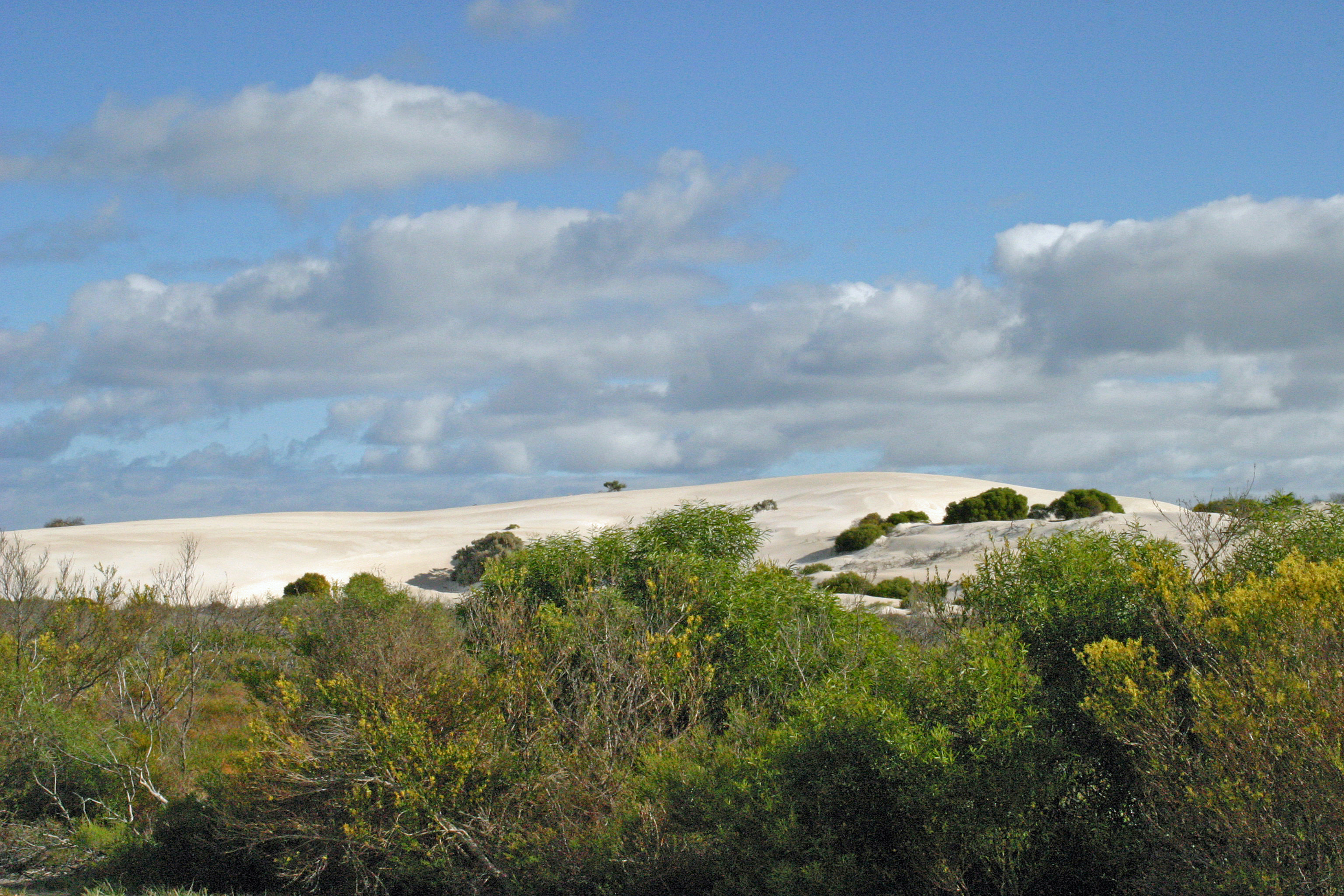
witte zandduinen nabij Hangover Bay
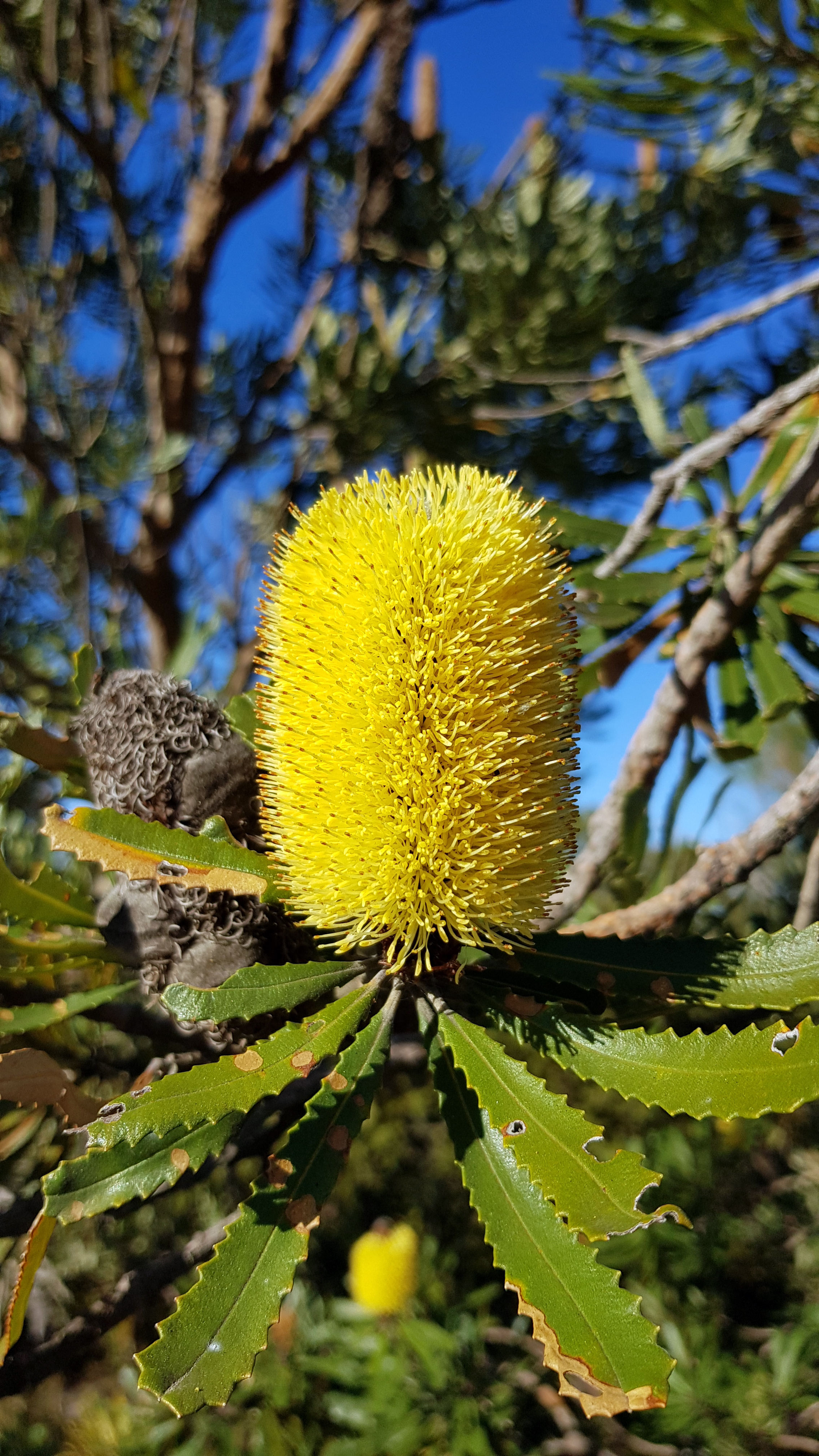
Banksia Attenuata
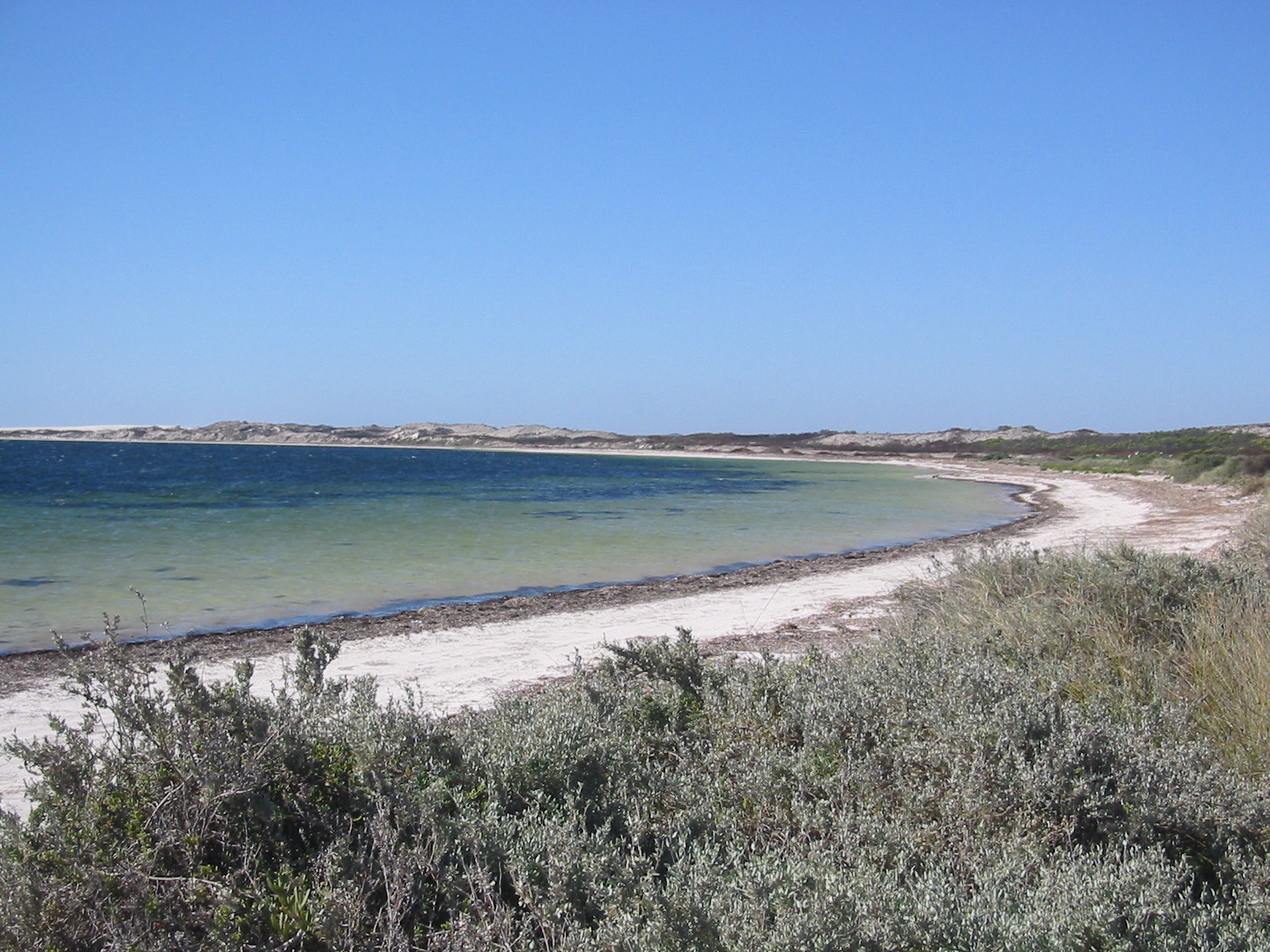
Kangaroo Point
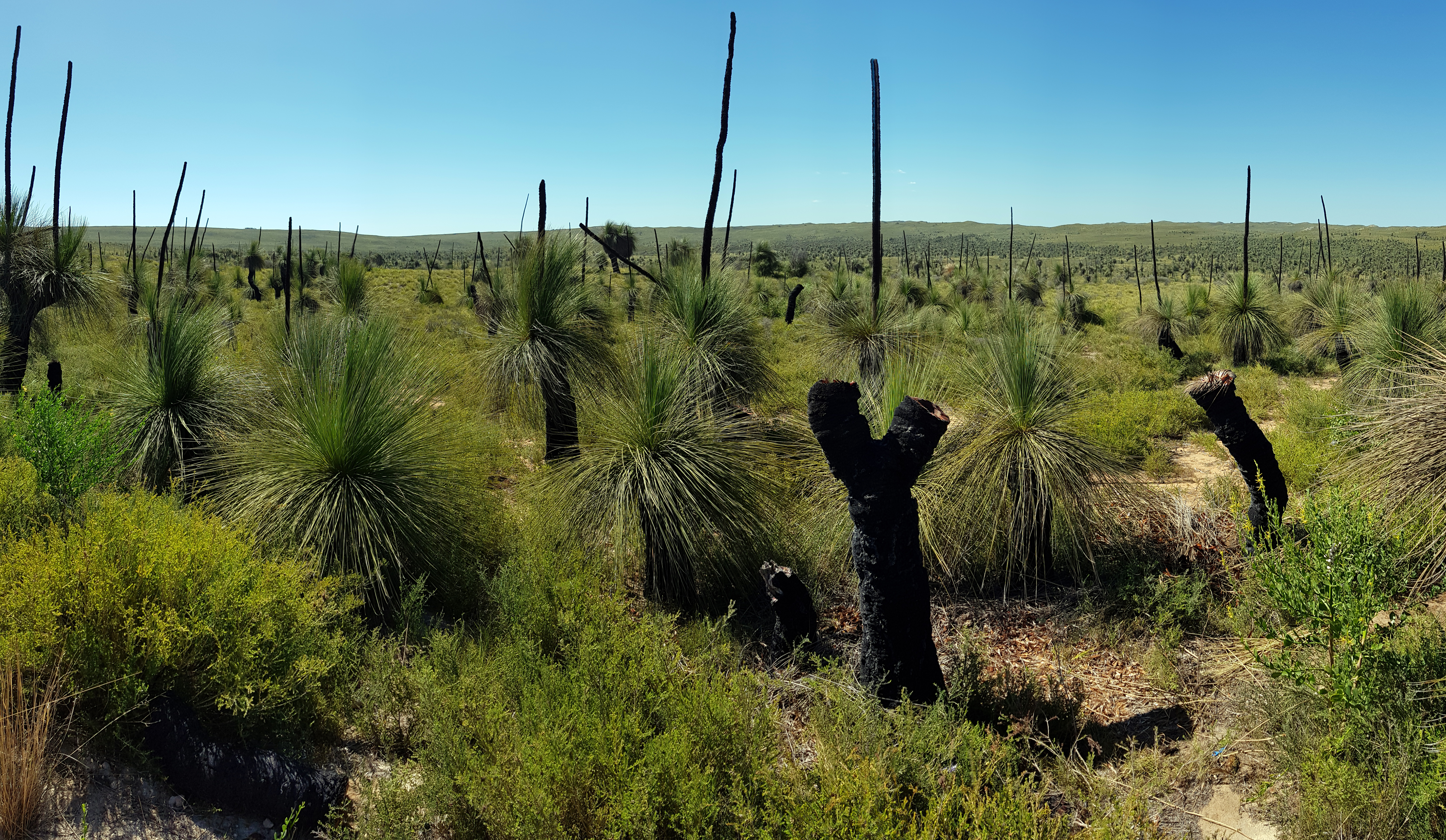
grasbomen
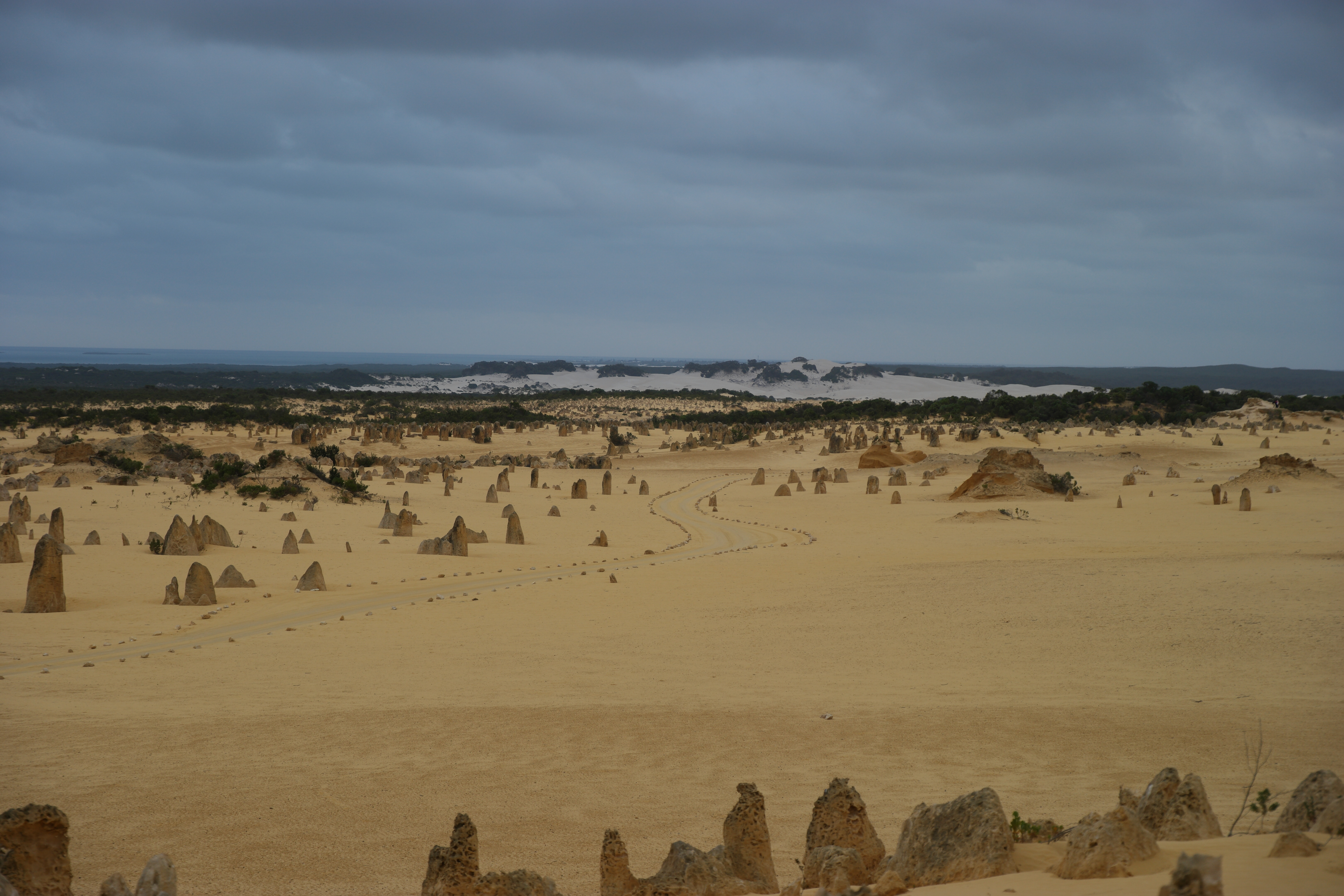
Pinnacles Desert

Alexander Morrison · 
Avon Valley · 
Badgingarra · 
Bandiln͟gan (Windjana Gorge) · 
Beelu · 
Boorabbin · 
Brockman · 
Cape Arid · 
Cape Le Grand · 
Cape Range · 
Cliff Spackman · 
Collier Range · 
Dan͟ggu · 
D'Entrecasteaux · 
Dimalurru (Tunnel Creek) · 
Drovers Cave · 
Drysdale River · 
Eucla · 
Fitzgerald River · 
Francois Peron · 
Frank Hann · 
Gloucester · 
Goldfields Woodlands · 
Goongarrie · 
Gooseberry Hill · 
Greater Beedelup · 
Greenmount · 
Hassell · 
Hidden Valley · 
John Forrest · 
Kalamunda · 
Kalbarri · 
Karijini · 
Karlamilyi · 
Kennedy Range · 
Lawley River · 
Leeuwin-Naturaliste · 
Lesmurdie Falls · 
Lesueur · 
Millstream-Chichester · 
Mitchell River · 
Moore River · 
Mount Augustus · 
Mount Frankland · 
Mount Roe-Mount Lindesay · 
Nambung · 
Neerabup · 
Peak Charles · 
Porongurup · 
Purnululu · 
Scott · 
Serpentine · 
Shannon · 
Sir James Mitchell · 
Stirling Range · 
Stokes · 
Tathra · 
Torndirrup · 
Tuart Forest · 
Unnamed (Nr. 17519) · 
Unnamed (Nr. 46400) · 
Walpole-Nornalup · 
Walyunga · 
Warren · 
Watheroo · 
Waychinicup · 
Wellington · 
West Cape Howe · 
William Bay · 
Wolfe Creek Meteorite Crater · 
Yalgorup · 
Yanchep
Overzicht Nationale parken in:
 Australië · New South Wales · Noordelijk Territorium · Queensland · Zuid-Australië · Tasmanië · Victoria · West-Australië